# Cupa Serbiei și Muntenegrului
Cupa Serbiei și Muntenegrului a fost competiția de cupă națională din Serbia și Muntenegru. Ea a fost fondată în 2003, și s-a desființat în 2006 odată cu destrămarea țării.

## Finalele cupei
| Sezon | Câștigător           | Scor        | Finalist                |
| ----- | -------------------- | ----------- | ----------------------- |
| 2003  | Sartid               | 1 – 0 (aet) | Steaua Roșie Belgrad    |
| 2004  | Steaua Roșie Belgrad | 1 – 0       | Budućnost Banatski Dvor |
| 2005  | Železnik             | 1 – 0       | Steaua Roșie Belgrad    |
| 2006  | Steaua Roșie Belgrad | 4 – 2 (aet) | OFK Beograd             |

## Performanță după club
| Club                    | Trofee | Finale | Anii trofeelor |
| ----------------------- | ------ | ------ | -------------- |
| Steaua Roșie Belgrad    | 2      | 2      | 2004, 2006     |
| Sartid                  | 1      | 0      | 2003           |
| Železnik                | 1      | 0      | 2005           |
| Budućnost Banatski Dvor | 0      | 1      |                |
| OFK Beograd             | 0      | 1      |                |